# 1006-й важкий бомбардувальний авіаційний полк (СРСР)
1006-й важкий бомбардувальний авіаполк — військове формування ВПС СРСР, яке існувало у 1956—1992 роках. Полк мав на озброєнні стратегічні турбогвинтові бомбардувальники Ту-95.

## Історія
Полк був сформований у 1956 р. на аеродромі Узин у Київській області. 
У 1957 році Ту-95 1006 вбап були передані у 1023 вбап, а 1006 вбап у 1959–62 р. був оснащений ракетоносцями Ту-95К.
У 1985 році на озброєння полку почали надходити Ту-95МС, озброєні сучасними крилатими ракетами Х-55.